# Fondón
Fondón este o municipalitate din provincia Almería, Andaluzia, Spania, cu o populație de 951 locuitori.